# Constitución, Buenos Aires

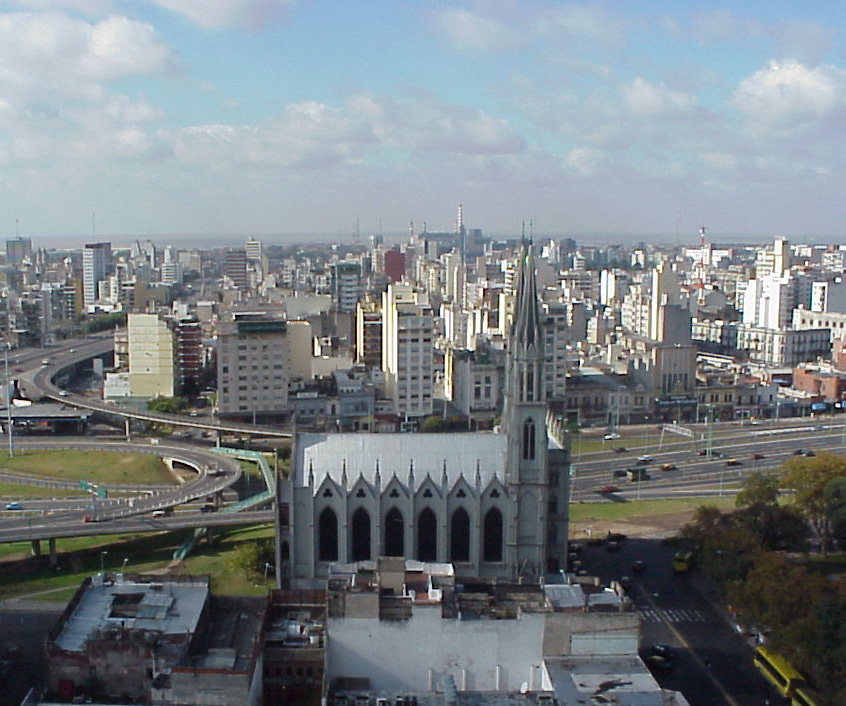
Constitución, Buenos Aires.

Constitución este un cartier în orașul Buenos Aires, Argentina. În 2001 avea o populație totală de 45.860 locuitori.